# Játékvezető (labdarúgás)
A versenyek, mérkőzések egyik legfontosabb résztvevője a sportolók mellett a játékvezető, mivel az a feladata, hogy betartassa a szabályokat.

## Történelmi áttekintés
A labdarúgó játék irányításának történelmi vizsgálataival egyértelműen megállapítható, hogy abban a pillanatban, amikor az önfeledt játék átalakult tétmérkőzésekké (bajnokságok), az addig baráti közreműködő ellenféllé lépett elő. A győztes csapat minden esetben megelégedett a játékvezető közreműködésével. Döntetlen esetén erősen megoszlanak a vélemények. A vereség értékelésénél szinte minden esetben a közreműködő sportember gyenge felkészültsége, a csapattal, a csapat színével szembeni elfogultság kerül előtérbe. Csak a higgadt csapatvezető képes elismerni, hogy csapata ezen a találkozón képtelen volt eredményesen tevékenykedni.
A sportsajtó szerepéről külön kell megemlékezni. Már a történelmi kezdetekben felismerték, hogy a játékról adott tudósítás széles tömegeket érdekel. A kialakult, a szakosodott, az úgynevezett csapat-érdekelt újságírók a média egyre erősödő, közvéleményt formáló erejének felhasználásával szintén a bírót teszik felelőssé csapatuk megengedhetetlenül gyenge szerepléséért.
Németországban rendezett 2006-os labdarúgó-világbajnokságon alkalmazta a FIFA első alkalommal a játékvezetői hármasokat, mindig hozzárendelve a negyedik bírót.
A Nemzetközi Labdarúgó-szövetség (FIFA) Játékvezető Bizottságának irányelvei alapján, az Európai Labdarúgó-szövetség (UEFA) Játékvezető Bizottsága meghatározta az ideális játékvezető követelményeit. A követelmény egyik kiemelkedő pontja a játékvezető személyisége, stílusa.

### Játékvezető feladata
A játékvezető feladatát a Labdarúgás Szabálykönyve határozza meg, amelyben az 5. szabály foglalkozik részletesen vele.
A játékvezetőnek döntéseit saját véleményére alapozva, a legjobb tudása szerint, a labdarúgás játékszabályoknak megfelelően és a „játék szellemiségében” kell meghoznia. A játékvezetőnek saját belátása szerint kell a megfelelő lépéseket a labdarúgás játékszabályai által biztosított kereteken belül meghoznia. A játékvezetőnek a mérkőzéssel kapcsolatos döntései – beleértve a gól érvényességét vagy a mérkőzés végeredményét – véglegesek.
A játékvezető és a mérkőzés további hivatalos személyeinek a döntéseit tiszteletben kell tartani. Amennyiben a játékvezető felismeri vagy egy további hivatalos személy tanácsára elfogadja, hogy az újraindításra vonatkozó döntése helytelen, akkor azt nem változtathatja meg, ha a játék újraindult vagy jelezte az első vagy második félidő végét (beleértve a hosszabbítást) és elhagyta a játékteret, illetve beszüntette a mérkőzést. Azonban, ha a félidő végén a játékvezető azért hagyja el a játékteret, hogy a játékvezetői felülvizsgálati területre (RRA) menjen vagy utasítsa a játékosokat, hogy térjenek vissza a játéktérre, akkor ez nem akadályozza meg egy, a félidő vége előtt megtörtént esettel kapcsolatos döntés megváltoztatását.
A 12.3-as szabályban és a VAR protokollban vázolt kivételek alapján a játék újraindítását követően csak akkor alkalmazható fegyelmi szankció, ha a szabálytalanságot egy másik játékvezető észlelte és még az újraindítást megelőzően megkísérelte közölni a játékvezetővel; a fegyelmi szankcióhoz kapcsolódó újraindítás nem alkalmazható.
Amennyiben a játékvezető alkalmatlanná válik a játék vezetésére, a játék a mérkőzés további hivatalos személyeinek felügyelete alatt is folytatódhat, amíg a labda legközelebb játékon kívülre kerül.
Jogai és kötelezettségei
A játékvezető:
- érvényt szerez a labdarúgás játékszabályainak
- a mérkőzés további hivatalos személyeivel együttműködve vezeti a mérkőzést
- méri az időt és feljegyzéseket készít a mérkőzésről, az illetékes szövetség számára jelentést készít a mérkőzésről, amelyben információt ad a fegyelmezési akcióról és bármely más incidensről, amely a mérkőzés előtt, alatt vagy után történik
- felügyeli és/vagy jelzi a játék újraindítását

## Stílus
Az UEFA Játékvezető Bizottságának (JB) követelményi rendszere a labdarúgó játék taktikájához alkalmazkodva szükségszerűen változik. A nemzetközi mérkőzések vezetéséhez a követelmény rendszernek legjobban megfelelő nemzeti sportembereket választják ki. Kiválasztás előtt a nemzeti játékvezetésben kell kiemelkedőt nyújtani, majd a nemzeti szövetség felterjesztésére az UEFA JB rendszeres elméleti (szabálytesztek) és cooper (fizikai) teszteket végeztet, és különböző erősségű mérkőzésekre küldi a FIFA címert viselő bírókat. A tornák előtt a FIFA egységesen vizsgálja az elméleti (teszt) és a cooper (fizikai) tesztek teljesítését. Ha valakinek a hármasból nem sikerül, akkor nem tartanak igény szolgálatukra és a tartalékok közül emelik ki a következő hármast.
A tehetségen kívül rengeteg adottság – például: jó fizikai- és reakcióképesség, szabálytudás, a valóság megörökítésének művészete -, ami megegyezik a személyiségi jegyekkel, valamint az évek alatt összegyűjtött tapasztalatok határozzák meg a játékvezetők minőségbeli különbségét. A kapcsolattartás érdekében nagyon fontos az idegennyelv tudása, a nemzetközi játékvezetőktől FIFA elvárja, hogy angolul, németül, franciául vagy spanyol nyelven képesek legyenek kommunikálni – írni és olvasni.
A legjobb játékvezetőkre az alább megfogalmazottak egyformán jellemzők:
Alkalmazott taktikája elősegíti(tette) azt a hozzáállást, hogy a játékszabályok és azok szelleméből eredő döntések biztosítsák a játék szolgálatát. Szabályalkalmazása határozott, ítélkezése következetes, játékos párti sportember. Átfogó figyelemmel és gyors reagálókészséggel rendelkezik(kezett). Kifogástalan fizikai- és szellemi állapota biztosítja(totta), hogy a valósághoz viszonyított taktikája eredményes legyen. Fellépése erélyes, de nem erőszakos, szolgálata nem részrehajló. Szabályszerűen bünteti(tette) a durvaságot, az alattomos játékot, a túlzott erő alkalmazását illetve a súlyosan sportszerűtlen magatartást. Fegyelmezési módszere alkalmazkodik(kodott) a szabályi előírásokhoz, feleslegesen nem kapkodja(ta) el a lapok (sárga, piros) osztogatását.

### A játékvezető értékelése
- A személyiség megítélésénél figyelembe kell venni
  - magatartása, gondolkodása, érzelmi, viselkedési normái /kulturált, alázatos, udvarias, figyelmes, egészséges önbizalommal rendelkező stb./, megnyilatkozásai biztosítják-e az etikai magatartás követelményét, a sportszerűséget.
- Az öltözői magatartás
- Sportműködés közbeni magatartás
  - figyelem, koncentráció: tartós -, folyamatos -, közömbös -, elkalandozó -, szétszórt -, dekoncentrált -, mellankólikus – stb.
  - érzelmi megnyilvánulások: mentális állapot /rendezett, kiegyensúlyozott stb./ -, együtt él a játékkal -, megelégedett -, örül teljesítményének -, közömbös a sikerrel vagy kudarccal szemben -, bánkódik egy-egy kétes ítélet után -, kényszeredett -, mérges-e a kudarc miatt -, dicsekszik a teljesítményével -, kérdéseket tesz fel -, dicséretet provokál – stb.
  - a teljesítményéhez való viszonya: észreveszi-e hibáit vagy sem -, hibáját korrigálja menet közben -, képes-e fizikai tevékenységét mozgósítani vagy sem -, képes-e felpörögni az események hangulatához -, összenyomja az események súlya -
- határozott, erélyes, bátor, energikus, következetes, korrekt, egészségesen nagyvonalú, nyugodt, higgadt, nem befolyásolható, érdeklődő, segítőkész, tekintélyparancsoló, alig észrevehető, azonos feltételeket biztosít stb. Játékfelfogás Csak a játékszabályok gyakorlati alkalmazása /a folyamatok, az események, a játék szelleme, a játékosok magatartása stb./, azok értelmezése /sportszerű, türelmes, udvarias kezelése/ során lehet következtetni arra, hogy a játékvezető az átlagosnál többet foglalkozott-e a játék ismeretével /taktika, rendszerek, pontrúgások, rögzített helyzetű rúgások, személyiségek, agresszivitás stb./.
- Együttműködés A létesítménybe érve folyamatosan szükség van a játékvezetők együttműködő tevékenységére. Játéktérbejárás, felkészülés, megbeszélés, mérkőzésvezetés, ítélkezés, büntetés stb. körülményei között.
- Kondíció Az ellenőrnek nem áll rendelkezésére a fizikai tesztek eredményei, csak a mérkőzésen látott, tapasztalt fizikai állóképességet tudja megítélni, értékelni. Mérkőzés előtt történt-e bemelegítés az öltözőben vagy a játéktér mellett? Fizikai felkészültsége megfelel-e a szövetségi elvárásoknak?
  - Előnyös szakmai tulajdonságok:
    - jó állóképesség, mozgása: koordinált -, koordinálatlan -, esztétikus -, nem esztétikus -, laza -, merev -, könnyed -, atletikus. Öreges -, dinamikus -, iramfutás -, ügyes -, ügyetlen -, kiforgás az események sűrűjéből -, ráforgás az eseményekre. Erőnléti állapot -, együtt fut a támadással -, alkalmazkodó a játék képéhez -, helytelen alkalmazkodás a játék képéhez -, változó erősségű, intenzitású mozgáselemek – stb. végrehajtás tempója: gyors -, lassú -, kocogós -, kapkodó -, kiegyensúlyozott -, változó -, gyorsan kezd és lelassul -, lassan kezd és felgyorsul -, egyenletes -, alakias – stb., mozgáselemei változékonyak /oldalazás: szökdelés vagy keresztlépés -, hátrálás, sétálás stb./,
    - szabályszerűen helyezkedik,
    - optimális helyről ítélkezik stb.
- Szabályismeret Az ellenőrnek nem áll rendelkezésre a játékvezető szellemi tesztjének eredménye. A játékszabályok tételes rögzítik azokat az eseteket, amiket a játékvezetőknek minden körülmények között be kell tartaniuk. A szabályok meghatározzák a fegyelmezési formákat is, amik megfelelő kereteket biztosítanak a szabálysértő játékosok, annak csapatának büntetésére.
  - Kivetítő és a játékvezető A FIFA Játékvezető Bizottságának utasítására a játékvezetők ítéletük módosítására nem vehetik figyelembe a helyi kivetőn megismételt és nyilvánvaló tévesen meghozott döntésüket. A játékvezető, ha rájött tévedésére, akkor döntését csak addig módosíthatja, amíg a játék újra nem indul.
- Fegyelmezés és annak hatékonysága. Sajátos, egyéni magatartási jegyek, érzelmi tulajdonságok, érzékenységre jellemző cselekedetek stb.
- Tévedéshez való jog Az embernek a tévedéshez való jogát az élet szinte valamennyi területén elismerik. A labdarúgásban is hibázhatnak a csatárok, a védők, a kapusok, sőt tévedhetnek a csapatvezetők, sőt a szurkolók is. Csak egyvalaki, a játékvezető az, akitől hajlamosak vagyunk megvonni a tévedéshez való jogot. Egyáltalán, reális követelményeket támasztunk-e ezen „elhivatott” sportemberekkel szemben? Teljesíthetők-e az igen sokirányú és sokféle követelmények? Ahhoz, hogy valakit magasabb minősítésű mérkőzések vezetésére jelölhessenek, az illetőnek nem kevés adottsággal kell rendelkeznie. Tehetségesnek kell lennie a játékvezetői tevékenység ellátására, a játékosok magatartását, sőt önmagát is ismernie kell. Szabályismeret nélkül elképzelhetetlen, hogy valaki egyáltalán a játéktérre kerüljön, mint játékvezető. A játékvezető személyiségére, egyéniségére jellemző tulajdonságok azok, amelyek döntően meghatározzák, hogy valakiből játékvezető, jó játékvezető legyen. A bátorság, a megbízhatóság, a gyors reagálás stb. a játékvezető személyiségének legfontosabb jegyei közé tartoznak. Ebben a „szakmában” mindenkinek mindent jól meg kell tanulni, mert a „leckét”, a bonyolultnál-bonyolultabb kérdéseket a nagyközönség előtt másodpercek tört része alatt kell félreérthetetlenül megoldani.

## A FIFA-kerettagság
A FIFA játékvezetői bizottsága (FIFA JB) minden évben kiadja az aktuális FIFA-kerettag játékvezetők listáját és ezzel egyidejűleg közli a felterjesztési kritériumokat.
A FIFA JB felhívására, a nemzeti Játékvezető Bizottságok férfi- és női játékvezetőket, asszisztenseket, futsal férfi- és női játékvezetőket, strandlabdarúgó (beach soccer) játékvezetőket terjeszt nemzeti Labdarúgó-szövetségük elé. Elfogadás esetén a nemzeti Labdarúgó-szövetség minden év decemberében felterjesztést végez a FIFA JB részére. Amennyiben a FIFA JB megállapítja, hogy a felterjesztett játékvezetők, asszisztensek megfelelnek a meghatározott követelményeknek, akkor nyilvántartásába veszi a sportembereket. A FIFA JB a nyilvántartásba vett nemzetközi bíróit minden év január 1-től december 31-ig foglalkoztathatja.
A labdarúgó játékvezetők alapkövetelményeiből
- I. Ligás (osztályú) minősítés, folyamatos mérkőzésvezetés,
- minimális korhatár 25 év (speciális engedéllyel 23 év),
- maximális felterjesztési idő 38 év,
- 45 év feletti játékvezető nem terjeszthető fel,
- legalább egy, a FIFA által meghatározott nyelv ismerete (angol, német, spanyol, francia),
- megfelelő fizikai állapot  – ellenőrzésre kerül,
- alap egészségügyi követelmények (sportorvosi igazolás),
- kiemelkedő elméleti szabályismeret – tesztet kell kitölteni

## VAR
A videóbíró, eredeti angol nevén video assistant referee, sokszor rövidítve csak VAR, a labdarúgásban játékvezető-asszisztensi feladatokat lát el, a mérkőzés játékvezetőjének döntéseit hivatott segíteni vitás esetekben, videófelvételek alapján, fejhallgatón keresztüli kommunikációval. 2018-ban a VAR-t a International Football Association Board, azaz a Nemzetközi Labdarúgó-szövetség szabályalkotó testületének előírásai szerint több nagy labdarúgó tornán is bevezették, így használták a 2018-as világbajnokságon is.